# Stegolepis angustata
Stegolepis angustata là một loài thực vật có hoa trong họ Rapateaceae. Loài này được Gleason miêu tả khoa học đầu tiên năm 1929.